# Spitstandvleerhond
De spitstandvleerhond (Harpyionycteris whiteheadi) is een vleermuis uit het geslacht Harpyionycteris die voorkomt in de Filipijnen. De soort is aangetroffen op de eilanden Biliran, Camiguin, Leyte, Luzon, Maripipi, Masbate, Mindanao, Mindoro, Negros en Samar. Deze soort is zeldzaam in laaglandregenwoud, maar vrij algemeen in bergregenwoud tot op 1900 m hoogte. De populatie op Negros wordt beschouwd als een aparte ondersoort, H. w. negrosensis Peterson & Fenton, 1970. Het dier eet waarschijnlijk hard fruit. Het karyotype bedraagt 2n=36, FN=58. De kop-romplengte bedraagt 143 tot 152 mm, de achtervoetlengte 21 tot 25 mm, de oorlengte 21 tot 24 mm, de voorarmlengte 82 tot 90 mm en het gewicht 99 tot 135 g.